# 週刊働く人
『週刊働く人』（しゅうかんはたらくひと）は、2013年4月5日（4日深夜）から同年9月27日（26日深夜）までテレビ東京で放送されていたイースト・エンタテインメント製作のバラエティ番組である。全25回。放送時間は毎週金曜 1:50 - 2:20 （木曜深夜、日本標準時）。

## 出演者
- ニートくん：岩井勇気（ハライチ）
- ナマケくん：澤部佑（ハライチ）
- 篠崎愛（AeLL.） - 当初は「企業のうた」のコーナーのみに出演していたが、2013年6月27日放送分ではスタジオでのトークパートにも登場。そして同年7月11日分からは同パートにレギュラー出演するようになった。

## コーナー
今週のフレッシュマン
入社から間もない（新卒入社とは限らない）やる気に燃える社員1人にスポットを当てたドキュメンタリー。
企業のうた
事務員風の衣装を着た篠崎が、週替わりでさまざまな企業の社歌を歌う。その社の制服を着て歌ったり、西恵利香、石條遥梨、鷹那空実も加えてAeLL.のメンバー全員で歌うこともあった。
働く女子
職場で活躍する女性を、「我が社の○○」（○○はタレント名）と紹介する。
今週のごめんねメール
働く女性に、彼（または夫）から届いた、温かみのあるお詫びのメールを紹介する。
私をおウチに連れてって
女性の妄想という設定で、働くイケメンの部屋を紹介する。

## 各回リスト
| 回 | 放送日        | フレッシュマン企業   | 企業のうた                                   | 働く女子                     | 私をおウチに連れてって |
| -- | ------------- | -------------------- | -------------------------------------------- | ---------------------------- | ---------------------- |
| 1  | 2013年 4月5日 | ヒューマントラスト   | ワコール「限りなき飛翔」                     | クレディセゾン               | -                      |
| 2  | 4月12日       | 新潮社               | キングレコード「キングレコード株式会社社歌」 | フランスベッド               | -                      |
| 3  | 4月19日       | クックパッド         | TOTO「ととべんきのうた」                     | サイバーエージェント         | -                      |
| 4  | 4月26日       | エクスコムグローバル | -                                            | スペースシャワーネットワーク | -                      |

## スタッフ
- ナレーション：高村保裕
- 声の出演：島﨑信長、相沢舞
- 構成：オークラ、はしもとこうじ、森泉たつひで、永井ふわふわ
- CAM：吉原輝久
- 照明：為貝幸弘
- VE：加藤誠、葛生美紀
- TK：伊藤裕子
- プロモーション：大塚廣之（全力9号）
- CGアニメーション：HORSTON
- 音響効果：高島慎太郎
- 編集：杉山友宣、生駒良太
- MA：岩崎勇也
- AD：花田英之
- 協力：McRay、LOOP、全力エージェンシー
- 衣装協力：FOLK
- ディレクター：双津大地郎、池辺幸子、大野寿之、財津猛
- 演出：長島翔
- プロデューサー：鈴木康祝
- 製作：イースト